# قط بيكسى بوب

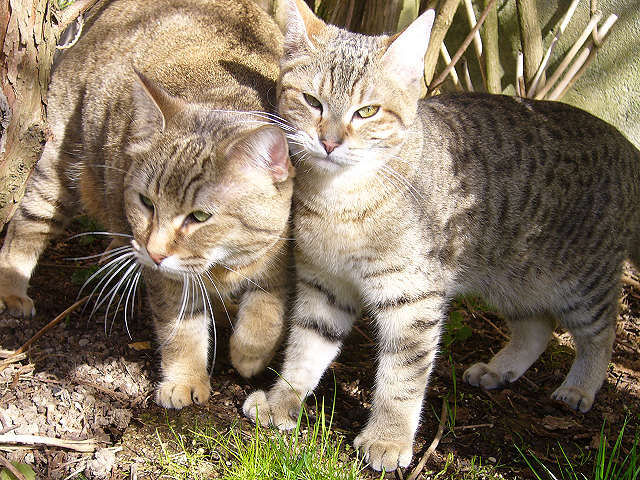

قط بيكسى بوب (بالإنجليزية: Pixie-bob)‏ نشأت هذه السلالة بعد محاولات لاستنباط نوع من القطط الأليفة، تشبه في تكوينها قط الوشق الوحشي Lynx rufus الذي يقطن أمريكا الشمالية . وقد أمكن إنتاج نوعين من هذه السلالة، أحدهما قصير الشعر والآخر طويل الشعر.

## الوصف
من أهم سمات هذا القط التعبير الوحشي على وجْهه، والذي يرجع إلى الحواجب البارزة نتيجة لكبر حجم العظام، والشعر الكثيف الذي يعلو العينين العميقتين، والأذنين المخططتين. إضافة إلى الشكل الفريد للشاربين؛ فهما يبدوان ضيّقَين عند الصدغين، وعريضين مستديرين عند الفكين السفليين.
والتعبير الوحشي الذي يكسو الوجه لا يعكس الطبيعة الحقيقية لهذا القط، الذي يسلك مسلكا ودوداً ولطيفاً ومطيعاً، وسهل القياد. وحجم جسمه متوسط أو كبير، والأرجل قصيرة سميكة، والقدمان كبيرتان نسبياً. ويراوح وزن الذكر من 12 إلى 25 رطلاً، والأنثى أقل وزناً. والذيل مستقيم قصير، طوله ما بين بوصة إلى ست بوصات. وتغطي الجسد خطوط بنية، على أرضية غالباً ما تكون صفراء ضاربة إلى الحمرة. ومثل هذه العلامات تغطى الوجه أيضاً. وأمّا لون البراثن وطرف الذيل فبُنيّ مائل إلى السواد. ويوجد من هذا القط أنواع تعلو بعضها خطوط متقطعة أو مرقطة، ببقع صماء أو وردية الشكل. والشعر الذي يعلو الخدين أطول من الذي يغطى بقية الوجه.